# 马来甜龙竹
马来甜龙竹（学名：Dendrocalamus asper）为禾本科牡竹属下的一个种。

## 扩展阅读
- 維基物種上的相關：马来甜龙竹